# Miguel Catalán: Escuelas y colaboradores

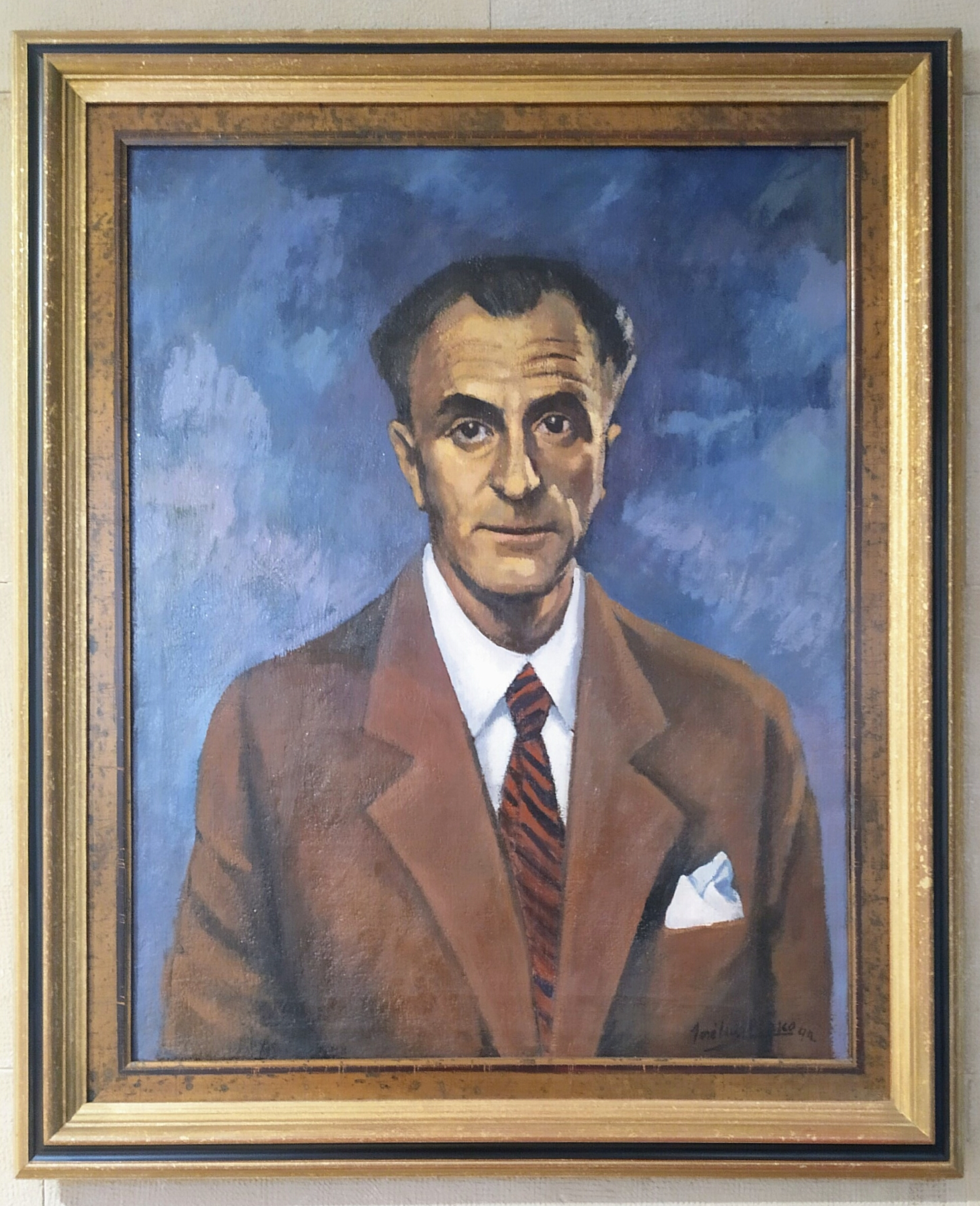
Retrato de Miguel A. Catalán Sañudo por José Luis Blasco Moreno

La labor científica y pedagógica de Miguel Catalán Sañudo y su figura se amplían al observar sus escuelas de investigación y sus equipos de colaboradores. Le gustaba difundir el conocimiento y hacer partícipes a todos de la ciencia y del beneficio de su conocimiento, por lo que fue un gran divulgador y trasmisor científico.
Fueron diversas las escuelas que Miguel Catalán fue creando a lo largo de su vida, y muchos sus colaboradores. En el ámbito de la investigación científica, creó dos escuelas en su especialidad de espectroscopía, una antes de la guerra civil y otra después.
Pero también desarrolló otros grupos de colaboradores en su cátedra de la universidad, y después de la guerra, también en sus clases de bachillerato en el Colegio Estudio, aunque unas y otras tuviesen distinto contenido y objetivo.

## Primera escuela de investigación científica
Catalán tuvo muchos asistentes, entre los cuales merecen mención especial las numerosas discípulas, adjuntas y colaboradoras de sus equipos, en elevado número para la época.
En su primera etapa podemos recordar su equipo en el Laboratorio de Investigaciones Físicas de la Junta para Ampliación de Estudios e Investigaciones Científicas (JAE), que dirigía Blas Cabrera y que había sido fundado en 1910. En la Sección de Espectroscopia, encontramos a Laura Iglesias Romero, Olga García Riquelme, Dorotea Barnés González, María Paz García del Valle y Pilar de Madariaga Rojo. En la Sección de diseño de instrumentos ópticos a Piedad de la Cierva.
A petición de Arnold Sommerfeld, Catalán viajó a Múnich, gracias a una beca de la Fundación Rockefeller en el curso 1924-1925, y trabajó en colaboración con Karl Beecher, ayudante de 24 años de Sommerfeld. La cooperación resultó tan satisfactoria que se prolongó un año más, ya que Bechert obtuvo otra beca de la Fundación Rockefeller para pasar el curso siguiente (1925-1926) en Madrid con Catalán. Juntos publicaron seis artículos (tres en español y tres en alemán), sobre la estructura del espectro del cobalto neutro y del paladio, y sobre algunas relaciones en los espectros ópticos.
Trowbridge, de la Fundación Rockefeller, recomendó la concesión de esa beca a Bechet, anticipando (…) que Catalán va a ser el centro de una escuela de investigadores en este campo.
Catalán superó con éxito su estancia en Alemania, convalidando la importancia de su descubrimiento de los multipletes, su gran capacidad de trabajo y su nivel científico. Ha quedado también justificada la razón de la rápida difusión de sus descubrimientos, que generaron un nuevo cauce de investigación en la comunidad científica. Desde otros muchos países se buscó su colaboración en proyectos de investigación conjunta. Fue requerido en nuevos trabajos de investigación basados en los multipletes y empezó a crear un grupo de científicos próximo que constituirían su primera escuela.
De esta forma lo recordaba el propio Catalán:

De regreso a España formé, a lo largo de varios años de trabajo, un grupo de investigadores de esta especialidad; colaboraron muchos españoles y algunos extranjeros: el alemán Bechert, hoy rector de la Universidad de Giessen; Antunes, del Observatorio de Lisboa; Gaviola, astrónomo del Observatorio de Córdoba (Argentina). Todos ellos hicieron interesantes publicaciones, que mantuvieron a nuestro laboratorio siempre en la fila de vanguardia.

En 1932 pasó, junto con su equipo, a trabajar en el nuevo edificio Rockefeller, donde se situaba el nuevo Instituto Nacional de Física y Química, recién inaugurado. Miguel Catalán era responsable de la sección de espectroscopia: Durante el año académico 1932-1933 desarrolló un curso relacionado con la física atómica y la espectroscopia, en la Cátedra Conde de Cartagena, recibiendo ayudas para sus colaboradores E. Gaviola, profesor de la Universidad de Buenos Aires, Manuel Antunes, profesor del Liceo de Lisboa, Francisco Poggio, catedrático del Instituto-Escuela, María Paz García del Valle, licenciada en Ciencias Químicas, y Rosa Bernis, licenciada en Ciencias Físicas.

## Edad de Plata de la ciencia española
Miguel Catalán, en esa Edad de Plata, propiciada por la ILE, era ya un joven catedrático de Universidad y un científico consagrado que había iniciado una escuela científica con colaboradores de distintos países. Contaba con discípulos españoles que participaban en sus investigaciones, y también colaboraban en sus trabajos otros científicos extranjeros. Posiblemente el más destacado en esta primera época sea el profesor M. Antunes.

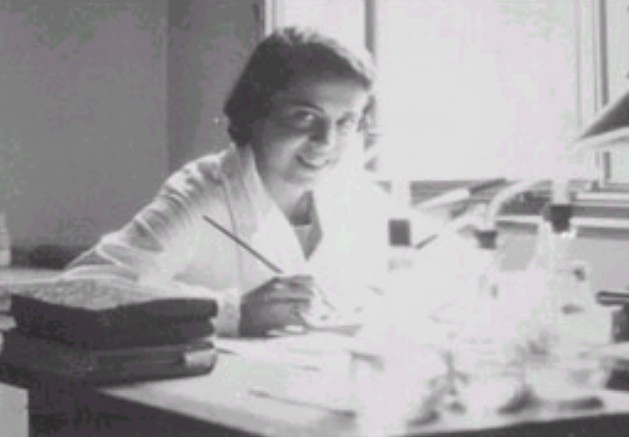
Dorotea Barnés

Catalán ofreció una gran oportunidad a jóvenes investigadoras, que tenían la posibilidad de estudiar en universidades extranjeras o realizar estancias en laboratorios de otros países. Por ejemplo, Dorotea Barnés, formada por Miguel Catalán en el laboratorio de espectroscopía, como luego lo fueron María Paz García del Valle y, tras la guerra civil, Laura Iglesias Romero'. También Pilar Martínez Sancho, que trabajó con Miguel A. Catalán en la Sección de Espectroscopia del INFQ desde 1930. Según la Memoria de la JAE correspondiente a los cursos 1933 y 1934, última publicada, el equipo de investigación en espectrografía estaba así constituido:

Sección de Espectroscopia, dirigida por M. A. Catalán.

Becarios: F. Poggio, P. Casaseca y señoritas D. Barnés, P. Martínez Sancho y P. Madariaga.
Colaboradores: M. Antunes, E. Gaviola, F. Zulueta y señoritas R. Bernis, y P. G. del Valle.

Agregado a dicha Sección: S. Piña de Rubies, y becaria señorita J. González.

En la referida Memoria de la JAE correspondiente a los cursos 1933 y 1934 se describían también los trabajos realizados en ese periodo:

Sección de Espectroscopia, bajo la dirección de M. A. Catalán.

Se han continuado los trabajos de estructuración de los espectros, para lo cual se ha completado el estudio de algunos de ellos.
Con el señor Casaseca se hizo la revisión del espectro del manganeso en el extremo ultravioleta. Con la señorita Sancho se fotografiaron los espectros del molibdeno arco y chispa. También se estudió el efecto Zeeman del molibdeno.
Con la señorita Madariaga se hizo un estudio del espectro de arco del molibdeno, y además se realizaron experiencias para la determinación de pequeñas cantidades de mercurio en el aire.
Con la señorita Barnés se continuaron los estudios del efecto Raman, especialmente en el caso de los alcoholes.
Con el señor Antunes, profesor del Liceo de Lisboa, pensionado por el Gobierno portugués, se hicieron estudios sobre la aplicación de las redes de difracción del espectro del cobalto. El análisis estructural permitió clasificar así la totalidad de sus líneas.
Con la señorita Bernis se fotografió y completó el espectro del niobio y se comenzó su análisis estructural. Con la señorita García del Valle se preparó una red de difracción en el vacío con la lámpara, también en el vacío.
Con el profesor Gaviola, de la Universidad de Buenos Aires, se midieron y clasificaron los espectros de arco y chispa del cromo en el extremo ultravioleta.
Con el señor Poggio se hizo un estudio del efecto Zeeman en el espectro del wolframio. Se indicó el extremo ultravioleta de ese espectro y se analizó su estructura.
En esta Sección colaboró durante tres semanas el profesor Kohlraus, de Grant (Austria), quien ayudó en los trabajos de efecto Raman.
Agregado al Instituto, el señor Piña de Rubies procedió al estudio del espectro del neodimio en la zona ultravioleta, midiendo en ella 184 rayas nuevas de arco. Estudió un nuevo método fotométrico, basado en la obtención de los espectros sobre varios films superpuestos y en la determinación del ennegrecimiento total, logrado mediante la suma de los ennegrecimientos parciales de cada film, lo cual permite practicar análisis cuantitativos partiendo de las rayas fundamentales de un elemento y cantidades elevadas del mismo con una sola exposición.
En colaboración con el profesor de la Universidad de Granada J. Dorronsoro, estudió el espectro del arco del renio, midiendo 100 rayas nuevas.
En colaboración con M. Amat Bargués prosiguieron el estudio de las rayas sensibles, aptas para el análisis químico espectral, especialmente las de los elementos del grupo del ácido sulfhídrico.
En colaboración con la señorita González Aguado, determinó las rayas analíticas cuantitativas del Hafnio, Itrio, Lantano, Escandio, Bario, Estroncio, Calcio, Magnesio y Berilio en el espectro de arco a presión normal. Con la misma colaboración determinó en la zona espectral entre 2.400 y 2.000 U. A. las rayas analíticas de 67 elementos en el espectro de arco en concentraciones de 5 X 10—4 a 5 X 10--8.
En colaboración con el señor Lemmel comenzó el estudio espectral de las cenizas de algunas maderas de la Península y de Fernando Poo.

En colaboración con el doctor Alemany se determinó la detención y repartición del oro en las diferentes partes del cuerpo de los cobayas sometidos a inyecciones de pequeñísimas cantidades de este metal.Junta para Ampliación de Estudios e Investigaciones Científicas: Memorias pp. 268-270

## Segunda escuela de investigación científica
Tras la Guerra Civil, Miguel Catalán fue expedientado y perdió su acceso a la cátedra universitaria, a publicar textos y a la investigación científica. En 1945, con el reinicio de su magisterio en la universidad, empieza a crear imperceptiblemente una nueva escuela, posiblemente sin que los propios interesados lo perciban. Tanto el profesor Velasco como el profesor Rico, que serían posteriormente continuadores de su Escuela de Madrid, tienen la fortuna de conocerle con ocasión de este primer nuevo curso de doctorado.
El catedrático Fernando Burriel le apoya en su incorporación a su cátedra. Pero Catalán también disponía de un equipo de ayudantes en el Colegio Estudio. Allí contaba con la señorita Villalobos, y también con los ayudantes de su cátedra: Rafael Velasco, Rodríguez y Rico.
Tras ser represaliado durante la posguerra, Catalán es rehabilitado en la investigación científica en 1950, e inicia la creación de un nuevo equipo, germen de la nueva “Escuela de Madrid” de espectrografía.
En 1950 todavía le recuerdan los investigadores norteamericanos, y considera la posibilidad de trasladarse a ese país. Así lo entiende el ingeniero militar Otero de Navascués, director del Instituto de Óptica "Daza de Valdés" del CSIC, que rápidamente lo propone como jefe del Departamento de Espectros del Instituto. Desde su nuevo puesto inicia una nueva etapa de investigación y la creación de la nueva Escuela de Madrid, con Fernando Rico, Olga García Riquelme, Rafael Velasco Ferré, Laura Iglesias Romero, M. Sales, Juana Bellanato, José Ramón Barceló Matutano y María Egüés Ortiz, escuela que sobrevivió a su muerte. La estructura de espectros de distintos elementos (como los del paladio, hierro, bismuto, sodio y manganeso) ocupó el lugar central de esas investigaciones. Tras su muerte se integró en este equipo Antonio Corróns.
Catalán se encuentra con un equipo de investigadores experimentados, pero faltos de material y de directriz científica. Por su carácter afable y jovial, su relación con su nuevo equipo y con su jefe es cordial: existe una fluida comunicación entre todos, e incluso de carácter epistolar con su jefe, el ingeniero militar Otero de Navascués. Son dos hombres de ciencia inteligentes que saben entenderse, a pesar de la gran distancia que les separa en sus criterios políticos. En sus correos se evidencia el interés pragmático de Otero en la recuperación de Catalán. Ha conseguido para España la investigación diaria del profesor, pero en esos escritos queda patente que su objetivo principal es utilizarlo como representante del CSIC en América, ante la poca credibilidad internacional del régimen político español.
En su siguiente estancia en EE.UU, Otero le solicita que realice gestiones ante la Fundación Rockefeller con el fin de obtener ayudas para España. Catalán acepta realizar esas gestiones, pero tras un primer contacto, constata lo imposible de la pretensión española: Catalán contesta a Otero que en la Fundación son “totalmente contrarios a España y no quieren oír de concederle ayudas”.
Se acuerda que sea el propio Leonardo Villena, secretario del Instituto, el que sea presentado por Catalán con ese mismo propósito. Pero en su visita, Villena solo puede justificar como aval de sus pretensiones los trabajos que Catalán había realizado antes de la Guerra Civil: «Me pidió le redactara un “memorándum” que le envié en febrero de 1951. En él se recordaba la historia científica de Catalán “cuyo descubrimiento de los multipletes ha sido la base del método usado en todos los países para la interpretación de la corteza atómica».
Queda así confirmado que la incorporación de Catalán se ha hecho para conseguir que actúe de mentor ante los estadounidenses y consiga ayudas para el CSIC. Los actuales rectores del Consejo son conscientes de lo que Catalán había conseguido en su día para España, y pretenden reiterar ese episodio a su favor. En cualquier caso, resulta evidente el atraso de la investigación española en aquel momento y la falta de recursos. Catalán obtiene en sus viajes placas y material para que sea analizado en España por su grupo investigador.
Pero de vuelta a España, su situación no es de plena rehabilitación, sigue siendo relegado en muchas otras facetas. Por ejemplo, a Catalán le interesaba conocer para su cátedra la evolución de las investigaciones sobre energía nuclear que se iniciaban en España. «Se había creado un organismo EPALE (Ensayos y Patentes de Aleaciones Especiales) tras el cual se intentaban ocultar todas las investigaciones nucleares. Todo era “clasificado” hasta el punto de que encontrándose las dependencias del EPALE en el mismo edificio que el Instituto de Óptica, donde Catalán era Jefe de Departamento, al propio Catalán se le llegó a prohibir la entrada en dicho EPALE».
Poco a poco va recuperando su prestigio personal internacional. En 1952 es nombrado miembro de la Comisión Mixta de Espectroscopía del Consejo Internacional de Uniones Científicas (ICSU). El 8 de agosto de 1952 se le autoriza a participar en Roma en el Congreso Internacional de Astronomía, y a trasladarse a Francia e Inglaterra a partir del 30 de septiembre en viaje de estudios, pero en España, inmersa en la dictadura de Francisco Franco, tiene que solicitar permiso y visado de salida para poder realizar todos estos viajes.
Desde su cátedra había iniciado su segunda escuela de espectrografía, que ahora se hace ya realidad. Ha recuperado también su prestigio internacional: Su equipo de investigadores era modelo de cooperación y de actividad. Sus opiniones como consultor de la Comisión Mixta de Espectroscopia del ICSU eran muy estimadas.
En el año 1953 volvió durante 6 meses a Princeton donde “tiró” numerosas placas que sus colaboradores en Madrid estudiarían después.

## Descubrimientos
La principal aportación de Miguel Catalán a la ciencia fue el descubrimiento de los multipletes. A sus 27 años, por iniciativa propia, desarrolla en el laboratorio del Imperial College London una investigación inédita.
Alfred Fowler, su profesor y mentor, reconoció en su autobiografía el mérito de su descubrimiento, refiriéndose de esta forma a Catalán: «un brillante hombre que realizó un descubrimiento de importancia fundamental para el análisis de los espectros».
En un discurso que pronunció como presidente de la Sección de Ciencias físicas y matemáticas del Congreso de la British Association for the Advancement of Sciencies celebrado en Oxford en agosto de 1926, Fowler declaró:

No se consiguió una clave para la estructura de espectros complejos hasta las investigaciones que en 1922 realizó Catalán, que estaba trabajando entonces en el Imperial College. Catalán fue quien realizó el primero un amplio estudio del espectro del manganeso (para el que ya Kaiser y Runge había desentrañado parcialmente la estructura de series de tripletes de un carácter bastante peculiar), y descubrió que (…) las series principal y neta consistían cada uno de nueve líneas en lugar de las seis que hasta entonces se había considerado que caracterizaba un “triplete” difuso.

Además de líneas que forman series regulares, Catalán también identificó varios grupos complejos que denominó “multipletes”, uno de los cuales incluía nada menos que catorce líneas. En cada multiplete las líneas eran de carácter similar y generalmente de la misma clase en la clasificación de temperatura de King, y se podían disponer las líneas según un sencillo plan, para mostrar la regularidad de su distribución.

El rasgo esencial del trabajo de Catalán fue el descubrimiento de que en los espectros de arco y de chispa del manganeso, y en el espectro de arco del cromo, existían términos de mayor complejidad que los triples términos conocidos hasta entonces. Fue este descubrimiento el que abrió el camino para el análisis de los espectros complejos en general. Ha sido continuado con extraordinario éxito por el propio Catalán, por Walters, Laporte, Meggers, Sommerfeld y otros, y se han obtenido los principales rasgos de la estructura de muchos espectros tan complicados como el hierro.

Catalán no realizó un único descubrimiento, sino que consiguió resultados múltiples en favor de la ciencia: encontró unas regularidades características en el espectro del manganeso, y a partir de su análisis, mediante una deducción razonada, definió una Ley reiterativa de comportamiento que le permitió terminar de descifrar el espectro del manganeso, definiendo un nuevo patrón de referencia para este elemento. Como resultado de ese estudio, creó el método científico de los multipletes como nueva herramienta para el análisis espectro-químico, abriendo la vía para interpretar los espectros de elementos complejos. Pero principalmente, realizó en su investigación una deducción lógica que supone un paso de gigante en la comprensión de la estructura de la materia y en la interpretación de la corteza atómica.
Catalán combinó sus conocimientos de química con la espectrografía física, al intuir que las regularidades observadas correspondían a los electrones que constituyen la valencia química del elemento. De esta forma confirmó la interpretación de la estructura electrónica del átomo complejo, y la correlación entre los cambios de niveles de energía de los electrones y las líneas del espectro.
Así consiguió que la espectroscopia pasase a ser una disciplina física experimental, además de un método de análisis químico. A partir del descubrimiento de los multipletes, los físicos utilizarán la espectroscopia para desentrañar la verdadera naturaleza del átomo, y encontrar nuevos horizontes en la física.

## Investigador científico
Miguel Catalán fue un investigador científico dotado de unas cualidades excepcionales. Su primer descubrimiento se difunde con rapidez inusitada. Queda refrendado tras su estancia en Alemania, con el aval de Sommerfeld, y a partir de ese momento, realizará una labor constante y continuada, siendo requerido para coordinar a nivel internacional las investigaciones de distintos laboratorios sobre multipletes. Fue el descubridor de este nuevo método espectro-gráfico, que permite aplicar esa metodología en el estudio de la estructura atómica. Será una labor de grupo, en colaboración internacional, con múltiples aportaciones e innovaciones para la ciencia. Todo ello le permite ir creando una escuela propia tanto en España como en el ámbito internacional. Este periodo de enriquecimiento intelectual y de gran trabajo se interrumpió con la guerra civil española.
La Junta para Ampliación de Estudios había conseguido convertir España, en un breve periodo de su historia, en un país a la vanguardia cultural y científica del mundo de la preguerra. Su labor investigadora, junto a la de los Cabrera, Moles, del Campo, Palacios, etc, nos permite estimar que en esos años, la ciencia española alcanza sus máximas cotas, y en física, él fue uno de los principales protagonistas, y responsable de los logros obtenidos. Catalán contribuyó de manera singular con sus trabajos y descubrimientos científicos.
Su entrega en la búsqueda del conocimiento le permitía difundir sus trabajos a cambio de nada, para que otros pudieran continuar con su investigación, alcanzando nuevas cotas de conocimiento. «Por encima de su contribución a la Ciencia, por encima de sus lecciones de Física Atómica, nos dictó la gran lección humanista de trabajar, de investigar, por nada. Sin ningún afán positivista o comercial Y así, en cuanto reunía los resultados que consideraba suficientes, los daba a conocer rápida y generosamente. Sin guardarlos para ahondar su éxito. Había obtenido satisfacciones suficientes con el trabajo en sí mismo. Y el gozo por la dificultad superada y la labor bien hecha, bastaba».
Catalán es, ante todo, investigador y creador de escuelas. Si su primera escuela se dispersa durante la guerra, por el efecto devastador de la política de represalias del nuevo régimen, posteriormente consigue ir creando una nueva escuela de forma imperceptible, pues sus alumnos se sienten atraídos por la apasionante visión científica del profesor, pero a la vez motivados por su trato personal. «Indudablemente uno de los aspectos más notable del carácter de Catalán era el trato con sus discípulos y colaboradores. Era a la vez padre, hermano y amigo al que se podía recurrir en cualquier momento, seguros de ser atendidos. Y aún más. Muchas veces prestaba su ayuda desinteresada en cualquier problema sin necesidad de pedírsela».
Tampoco podemos olvidar su independencia de criterio como investigador. «La feliz decisión de estudiar el espectro del manganeso, en contra de las indicaciones de Fowler de que lo hiciera sobre el del vanadio y, precisamente, en el trabajo, si no el más importante, sí el que le dio mayor nombre, es, a nuestro entender, un ejemplo de gallarda libertad e independencia de criterio.
Según el profesor Velasco, «Catalán será siempre para nosotros la lección viva de lo que debe ser el investigador y la Investigación». Miguel Catalán es uno de los pocos españoles prescriptores de la ciencia física internacional y creador de sucesivas escuelas espectrográficas.